# Transport w Chinach
 Transport w Chinach – system transportowy w Chinach.
Duży nacisk na infrastrukturę został położony, ponieważ jest ona ściśle związana z rozwojem gospodarki i zwiększeniem zdolności obronnych. Mimo tego system transportowy Chin nadal stanowi pewne ograniczenie dla wzrostu gospodarczego oraz przepływu towarów i osób. W takich warunkach z roku na rok rośnie rola dróg wodnych i lądowych.
Chińska polityka transportowa i komunikacyjna zmieniała się na przestrzeni lat, głównie ze względów politycznych. Pierwszym głównym celem Chin była naprawa istniejących linii komunikacyjnych, zaspokojenie potrzeb wojska i wzmocnienie kontroli politycznej nad terytorium całego państwa. W czasie wielkiego skoku naprzód, rozwój lokalnych linii kolejowych stał się priorytetem. Po 1963 r. zaczęto kłaść nacisk na rozwój transportu na obszarach wiejskich. Miało to za zadanie ożywienie produkcji rolnej. Jednocześnie prowadzono intensywny rozwój spedycji międzynarodowych i transportu morskiego.
Początkowo rozwój linii kolejowych i autostrad był zintensyfikowany na Wschodnim Wybrzeżu, przez co dostęp do głębi kraju był utrudniony. Jednak sytuacja ta uległa znacznej zmianie i w odległych częściach tego kraju wybudowanych zostało wiele linii kolejowych i autostrad.

## Linie kolejowe

Sieć kolejowa w Chinach

Z powodu możliwości transportu towarów na duże odległości, linie kolejowe są ważnym ogniwem chińskiego systemu kolejowego.  
Od lat 50. XX wieku nastąpiła zmiana w polityce rozwoju kolei. Do tego czasu skupiano się jedynie na wschodniej części kraju, gdzie położona była zdecydowana większość całej sieci kolejowej. Zaczęto kłaść nacisk na rozwój infrastruktury na zachodzie. W tym czasie zelektryfikowano także ważniejsze połączenia kolejowe. Od 1960 roku tysiące robotników zostało zatrudnionych do budowy nowych linii na zachodzie kraju.  
W latach 90. włożono wiele pracy w przyśpieszenie budowy nowych linii kolejowych i ulepszenie już istniejących. Wybudowane zostały wtedy trzy główne trasy mające ułatwić dostęp do odległych części kraju. Pierwsza o przebiegu południkowym prowadzi z Pekinu do Koulun, jednego z regionów Hongkongu. Druga, o przebiegu równoleżnikowym, z miasta Lianuyungang na wschodnim wybrzeżu, do granicy z Kazachstanem, łącząc Chiny z Azją Środkową i Rosją. Ostatnia linia prowadzi z Kunming do portu Beihai i ułatwia dostęp zachodnich prowincji do morza.

## Transport drogowy
Pierwsza autostrada w Państwie Środka powstała w 1913 roku w prowincji Hunan.
Chińskie drogi podzielone są na trzy kategorie: drogi państwowe, regionalne o znaczeniu politycznym, gospodarczym oraz wojskowym, drogi powiatowe i gminne.
Największym osiągnięciem inżynierów było wybudowanie sieci drogowej na Wyżynie Tybetańskiej, gdzie w ciągu kilku lat powstały najwyższe i najdłuższe autostrady na świecie.
Od lat 80. XX zaczęto kłaść szczególny nacisk na utworzenie ogólnokrajowej sieci autostrad. W miastach i ich aglomeracjach zaczęły powstawać tysiące kilometrów wielopasmowych dróg, a te już istniejące były poszerzane. Całkowita liczba dróg powiększyła się od tego czasu dwukrotnie, ale i tak liczba pojazdów silnikowych zwiększa się o wiele szybciej niż cała sieć drogowa.
Budowa dróg na tak dużą skalę zachęciła władze Państwa Środka do rozwoju przemysłu motoryzacyjnego. Pierwsza fabryka samochodów powstała w połowie lat 50., natomiast już w latach 70. produkcja ta była powszechna w całym kraju. Pojazdy produkowane przez duże fabryki państwowe były dystrybuowane tylko dla przedsiębiorstw państwowych oraz wojska. Produkcja samochodów osobowych wzrosła w latach 90. XX wieku z powodu rosnącego zainteresowania wśród ludności i stała się jedną z głównych gałęzi przemysłu Chin.

## Transport wodny
Od starożytności transport morski odgrywał ważną rolę w transporcie towarów. Koleje i drogi, chociaż są coraz ważniejsze w sieci transportowej Chin, nie mogą całkowicie zastąpić tras rzecznych. Pomimo niewykorzystanego potencjału transportu wodnego w Chinach, mają one najbardziej rozbudowaną sieć żeglownych dróg śródlądowych na świecie.
Jednym z pierwszych planów rządu komunistycznego po objęciu władzy w 1949 roku było utworzenie krajowej sieci dróg wodnych. Zainicjowano program budowy i renowacji obiektów portowych oraz pogłębiania koryt rzecznych. Do 1961 roku powstało 15 głównych dróg wodnych skupiających się wokół rzek: Jangcy, Perłowej, Huai He, Huang He oraz Wielkiego Kanału.
Jangcy, najważniejsza rzeka w chińskiej sieci dróg wodnych, jest również jedną z najważniejszych gospodarczo rzek na świecie. Wraz ze swoimi dopływami odpowiada za prawie połowę tras rzecznych w kraju, a wielkość przewożonych przez nią ładunków stanowi około jedną trzecią całkowitej ilości ładunków przewożonych przez transport rzeczny. Dzięki pracom podjętym w latach 50. XX wieku nad regulacjom środkowej części rzeki, stała się ona żeglowna od jej ujścia do Yibin, w prowincji Syczuan.
Główną rzeką w transporcie wodnym śródlądowym w południowych Chinach jest Xi Jiang. Statki o masie 1000 ton mogą dopłynąć do Wuzhou, natomiast mniejsze jednostki mogą płynąć środkowym i górnym biegiem rzeki.
Wielki Kanał jest jedyną tak dużą drogą wodną biegnącą z północy na południe. Biegnie przez ok. 1800 km z Pekinu do Hangzhou i jest jednym z największych przedsięwzięć inżynieryjnych w Chinach. Jest najdłuższą sztuczną drogą wodną na świecie. Stanowi on połączenie komunikacyjne i transportowe między najgęściej zaludnionymi obszarami Chin. Kanał ma duże znaczenie w transporcie towarów masowych z północy na południe, ułatwiając w ten sposób dystrybucję węgla i artykułów spożywczych.

## Transport lotniczy
W latach 50. XX wieku transport powietrzny Chin był zależny od Związku Radzieckiego, który wyposażał kraj w samoloty wykorzystywane w podróżach powietrznych. Gdy pod koniec lat 50. relacje radziecko-chińskie uległy pogorszeniu, zaczęto podejmować działania mające na celu wzrost niezależności państwa. W ten sposób poza liniami do ZSRR, Korei Północnej, Mongolii, Wietnamu oraz Mjanmy, otwarte zostały trasy do Stanów Zjednoczonych, zachodnich państw azjatyckich, Europy i Afryki.
W latach 80. XX wieku transport lotniczy w Chinach znów zaczął gwałtownie rosnąć. Pierwsze nowoczesne lotnisko cywilne w Pekinie powstało w 1958 roku. Od tego czasu było wielokrotnie powiększane, a dzisiaj port lotniczy Pekin obsługuje ponad 80 mln pasażerów. Od roku 1990 władze wybudowały nowe tego typu lotniska w Makau (1995), Hongkongu (1998), Szanghaju (2000) oraz Kantonie (2004).